# برنت اسپاینر
برنت اسپاینر (انگلیسی: Brent Spiner؛ زادهٔ ۲ فوریهٔ ۱۹۴۹) یک هنرپیشه و کمدین اهل ایالات متحده آمریکا است. وی از سال ۱۹۷۰ میلادی تاکنون مشغول فعالیت بوده‌است.

## گزیدهٔ آثار

### سینما
- هوانورد (۲۰۰۴)
- رفیق، ماشین من کجاست؟ (۲۰۰۰)
- پیشتازان فضا: شورش (۱۹۹۸)
- پیشتازان فضا: اولین برخورد (۱۹۹۶)
- روز استقلال (۱۹۹۶)
- معرفی دوروتی دندریج (۱۹۹۹)
- ژپتو (۲۰۰۰)

### تلویزیون
- رانده‌شده (۲۰۱۶)
- انبار ۱۳ (۲۰۱۲)
- سیمپسون‌ها (۲۰۱۲)
- تئوری بیگ بنگ (۲۰۱۱)
- مرد خانواده (۲۰۰۹)
- پیشتازان فضا: انترپرایز (۲۰۰۵)
- نظم و قانون: نیت جنایی (۲۰۰۴)
- دوستان (۲۰۰۴)
- فریژر (۲۰۰۳)
- خیال باطل (۱۹۹۶)
- پیشتازان فضا: نسل بعدی (۱۹۹۴–۱۹۸۷)